# Copa América 1949
Copa América 1949 – dwudzieste pierwsze mistrzostwa kontynentu południowoamerykańskiego odbyły się w 1949 roku, po raz trzeci w Brazylii. Wzięło w nich udział 8 reprezentacji narodowych – Argentyna zrezygnowała z udziału w turnieju, zaś Urugwaj przysłał zespół młodzieżowy, z powodu strajku podstawowych zawodników. Drużyny grały systemem 'każdy z każdym'. Aby wyłonić zwycięzcę dodatkowy mecz musiały rozegrać między sobą Brazylia i Paragwaj.

## Uczestnicy

### Boliwia
| Zawodnik                   | Klub                   |
| -------------------------- | ---------------------- |
| Alberto Acha               | Club The Strongest     |
| Víctor Celestino Algarañaz | Lítoral La Paz         |
| Carlos Arias               | ?                      |
| Vicente Arraya             | Feroviario La Paz      |
| José Bustamante            | Lítoral La Paz         |
| René Cabrera               | Club Jorge Wilstermann |
| Delgadillo                 | ?                      |
| Leonardo Ferrel            | Club The Strongest     |
| Benedicto Godoy            | Ferroviario La Paz     |
| Benigno Gutiérrez          | Lítoral La Paz         |
| Eduardo Gutiérrez          | CD Ingavi              |
| Benjamín Maldonado         | CD San José            |
| Mario Mena                 | Club Bolívar           |
| Humberto Montaño           | ?                      |
| Nemesio Rojas              | ?                      |
| Armando Tapia              | Ferroviario La Paz     |
| Víctor Ugarte              | Club Bolívar           |
| Antonio Valencia           | Lítoral La Paz         |
| Trener: Félix Deheza       |                        |

### Brazylia
| Zawodnik                             | Klub                       |
| ------------------------------------ | -------------------------- |
| ADEMIR Marques de Menezes            | CR Vasco da Gama           |
| AUGUSTO da Costa                     | CR Vasco da Gama           |
| Moacir BARBOSA Nascimento            | CR Vasco da Gama           |
| José Carlos BAUER                    | São Paulo FC               |
| João Ferreira BIGODE                 | Fluminense Rio de Janeiro  |
| CANHOTINHO – Milton João de Medeiros | SE Palmeiras               |
| CLÁUDIO Cristovão Pinho              | Corinthians Paulista       |
| DANILO Alvim Faría                   | CR Vasco da Gama           |
| ELY do Amparo                        | CR Vasco da Gama           |
| JAIR da Rosa Pinto                   | CR Flamengo                |
| MAURO Ramos de Oliveira              | São Paulo FC               |
| Antonio Francisco NININHO            | Portuguesa São Paulo       |
| Alfredo Eduardo NORONHA              | São Paulo FC               |
| OCTAVIO Sergio da Costa              | Botafogo FR                |
| ORLANDO de Azevedo Vianna            | Fluminense Rio de Janeiro  |
| OSVALDO Alfredo da Silva             | Botafogo FR                |
| RUI Campos                           | São Paulo FC               |
| NILTON Reis dos SANTOS               | Botafogo FR                |
| Pedro de Araújo SIMÃO                | Portuguesa São Paulo       |
| TESOURINHA – Osmar Fortes            | Internacional Porto Alegre |
| Francisco Alves WILSON               | CR Vasco da Gama           |
| ZIZINHO – Thomaz Soares              | CR Flamengo                |
| Trener: Flavio COSTA                 |                            |

### Chile
| Zawodnik                   | Klub                      |
| -------------------------- | ------------------------- |
| Manuel Alvarez             | CD Universidad Católica   |
| Miguel Busquets            | Club Universidad de Chile |
| Mario Castro               | CSD Colo-Colo             |
| Atilio Cremaschi           | Unión Española            |
| Miguel Flores              | Deportes Magallanes       |
| Francisco Hormazábal       | Green Cross Santiago      |
| Raimundo Infante           | CD Universidad Católica   |
| Sergio Roberto Livingstone | CD Universidad Católica   |
| Luis López                 | Deportes Magallanes       |
| Pedro Hugo López           | Club Universidad de Chile |
| Manuel Machuca Berríos     | CSD Colo-Colo             |
| Gilberto Muñoz             | CSD Colo-Colo             |
| Juan Negri                 | Club Universidad de Chile |
| Andrés Prieto              | CD Universidad Católica   |
| Ulises Ramos               | Club Universidad de Chile |
| Fernando Riera             | CD Universidad Católica   |
| Carlos Rojas               | Unión Española            |
| Manuel Salamanca           | Deportes Magallanes       |
| Francisco Urroz            | CSD Colo-Colo             |
| Carlos Varela              | Audax Italiano            |
| Trener: Luis Tirado        |                           |

### Ekwador
| Zawodnik              | Klub |
| --------------------- | ---- |
| Bolívar Andrade       | ?    |
| Guido Andrade         | ?    |
| Víctor Arteaga        | ?    |
| Marcos Bermeo         | ?    |
| Enrique Cantos        | ?    |
| Jorge Cantos          | ?    |
| Luis Alfredo Carrillo | ?    |
| Sigifredo Chuchuca    | ?    |
| César Garnica         | ?    |
| José María Jiménez    | ?    |
| Mario Lovato          | ?    |
| Rafael Maldonado      | ?    |
| Heráclides Marín      | ?    |
| Gonzalo Pozo          | ?    |
| Ricardo Riveros       | ?    |
| Hernán Salgado        | ?    |
| Carlos Sánchez        | ?    |
| Marcos Spencer        | ?    |
| Félix Torres          | ?    |
| Luis Torres           | ?    |
| José Vargas           | ?    |
| Luis Vásquez          | ?    |
| Trener: José Planas   |      |

### Kolumbia
| Zawodnik            | Klub                   |
| ------------------- | ---------------------- |
| Luis Apolinario     | Atlético Junior        |
| Fulgencio Berdugo   | Atlético Junior        |
| Octavio Carrillo    | Atlético Junior        |
| Luz Gastelbondo     | Atlético Junior        |
| Lancáster De León   | Atlético Junior        |
| Rigoberto García    | Atlético Junior        |
| Luis González Rubio | Atlético Junior        |
| Casimiro Guerra     | Atlético Junior        |
| Emiliano Gutiérrez  | Atlético Junior        |
| Mario Marriaga      | Atlético Junior        |
| Gabriel Mejía       | Atlético Junior        |
| Guillermo Muñoz     | Atlético Junior        |
| Dagoberto Ojeda     | Atlético Junior        |
| Alfonso Pedraza     | Atlético Junior        |
| Alfredo Pérez       | Atlético Junior        |
| Nelson Pérez        | Atlético Junior        |
| Humberto Picalúa    | Atlético Junior        |
| Octavio Ruiz        | Atlético Junior        |
| Efraín Sánchez      | San Lorenzo de Almagro |
| Arturo Ucrós        | Atlético Junior        |
| Trener: ?           |                        |

### Paragwaj
| Zawodnik                      | Klub          |
| ----------------------------- | ------------- |
| Dionisio Arce                 | ?             |
| Casimiro Avalos               | ?             |
| Marcial Barrios               | ?             |
| Jorge Duilio Benítez          | Club Nacional |
| Antonio Cabrera               | ?             |
| Francisco Calonga             | ?             |
| Castor Cantero                | ?             |
| Casiano Céspedes              | ?             |
| Pedro Fernández               | ?             |
| Sinforiano García             | ?             |
| Manuel Gavilán                | ?             |
| Alberto González              | ?             |
| Armando González              | ?             |
| César López Fretes            | Club Olimpia  |
| Dionisio Maciel               | ?             |
| Pedro Nardelli                | ?             |
| Rogelio Negri                 | ?             |
| Sixto Noceda                  | ?             |
| Santiago Rivas                | ?             |
| Estanislao Romero             | ?             |
| César Santomé                 | Club Nacional |
| Félix Vázquez                 | ?             |
| Trener: Manuel Fleitas Solich |               |

### Peru
| Zawodnik                 | Klub               |
| ------------------------ | ------------------ |
| Gerardo Arce             | Alianza Lima       |
| Luis Calderón            | ?                  |
| Félix Castillo           | Alianza Lima       |
| Germán Colunga           | ?                  |
| Andrés Da Silva          | Universitario Lima |
| Manuel Drago             | ?                  |
| Roberto Drago            | ?                  |
| Félix Fuentes            | Alianza Lima       |
| Carlos Gómez Sánchez     | ?                  |
| Alejandro González       | ?                  |
| Cornelio Heredia         | Alianza Lima       |
| Dagoberto Lavalle        | ?                  |
| Leónidas Mendoza         | ?                  |
| Ernesto Morales          | ?                  |
| Alfredo Mosquera         | ?                  |
| Walter Ormeño            | Universitario Lima |
| Lorenzo Pacheco          | ?                  |
| Víctor Pedraza           | Alianza Lima       |
| Juan Emilio Salinas      | Alianza Lima       |
| P. Valdivieso            | ?                  |
| Trener: Arturo Fernández |                    |

### Urugwaj
| Zawodnik                | Klub                   |
| ----------------------- | ---------------------- |
| Raúl Arizábalo          | Defensor Sporting      |
| Alberto Avilés          | Central Montevideo     |
| Juan Ayala              | CA Peñarol             |
| Ernesto Bentancour      | CA Peñarol             |
| Ramón Castro            | Defensor Sporting      |
| Roberto Gadea           | Miramar Montevideo     |
| José María García       | Montevideo Wanderers   |
| Roberto García          | Montevideo Wanderers   |
| Simón García            | Montevideo Wanderers   |
| Matías González         | CA Cerro               |
| Jorge La Paz            | CA Peñarol             |
| Miguel Martínez         | CA Peñarol             |
| Dagoberto Moll          | Miramar Montevideo     |
| Nelson Moreno           | CA Peñarol             |
| Dionisio Sosa           | River Plate Montevideo |
| Esteban Suárez          | CA Bella Vista         |
| Julio César Villarreal  | Liverpool Montevideo   |
| Trener: Oscar Marcenaro |                        |

## Mecze

### Brazylia–Ekwador
| BRAZYLIA – EKWADOR 9:1 (7:1) |
| --- |
| 3 kwietnia 1949, Rio de Janeiro, Estádio São Januário (widzów 70 000)                                                                                             |
| Sędzia: Cyril Jack Barrick |
| BRAZYLIA: Barbosa – Augusto, Wilson – Ely (Bauer), Danilo Alvim (Rui), Noronha – Tesourinha, Zizinho (Ademir), Octavio, Jair, Simão                               |
| EKWADOR: Carrillo – Lovato (Sánchez), Bermeo – L.Torres, Vásquez, Marín (J.Cantos) – Arteaga, E.Cantos, Chuchuca, Vargas, G.Andrade                               |
| Bramki: 1:0 Tesourinha 3, 2:0 Octavio 10, 3:0 Jair 13, 4:0 Simão 16, 4:1 Chuchuca 18, 5:1 Simão 25, 6:1 Jair 35, 7:1 Tesourinha 42, 8:1 Zizinho 67, 9:1 Ademir 88 |

### Boliwia–Chile
| BOLIWIA – CHILE 3:2 (0:1) |
| --- |
| 6 kwietnia 1949, São Paulo, Estádio Pacaembú (widzów 30 000)                                                                                    |
| Sędzia: Cyril Jack Barrick |
| BOLIWIA: E.Gutiérrez – Achá, Bustamante – Cabrera (Montańo), Valencia, Ferrel – Algańaraz (Maldonado), Ugarte, Mena (Rojas), B.Gutiérrez, Godoy |
| CHILE: Livingstone – Urroz, Alvarez – Machuca Berríos, Ramos, Muńoz – Riera, Salamanca, C.Rojas (Infante), Varela, Castro (P.López)             |
| Bramki: 0:1 Riera 30, 1:1 Ugarte 59, 1:2 Salamanca 71, 2:2 Godoy 77, 3:2 B.Gutiérrez 79                                                         |

### Paragwaj–Kolumbia
| PARAGWAJ – KOLUMBIA 3:0 |
| --- |
| 6 kwietnia 1949, São Paulo, Estádio Pacaembú (widzów 30 000)                                                                            |
| Sędzia: Juan Carlos Armental |
| PARAGWAJ: García – Alberto González, Céspedes – Gavilán, Nardelli, Cantero – Fernández, López Fretes, Avalos, Rivas, Benítez            |
| KOLUMBIA: Sánchez – Mejía, Marriaga – Gastelbondo, Guerra, Muńoz – García, González Rubio, De León, Berdugo (Ruiz), A.Pérez (Gutiérrez) |
| Bramki: López Fretes (2), Benítez |

### Peru–Kolumbia
| PERU – KOLUMBIA 4:0 (1:0) |
| --- |
| 10 kwietnia 1949, Rio de Janeiro, Estádio São Januário (widzów 15 000)                                                                |
| Sędzia: Mario Rubén Heyn |
| PERU: Ormeńo – Fuentes, Arce – Pacheco, González, Calderón (Da Silva) – Castillo, M.Drago, Gómez Sánchez (Salinas), Mosquera, Pedraza |
| KOLUMBIA: Sánchez – Picalúa, Marriaga – Gastelbondo, Gutiérrez, Muńoz – Pedraza, González Rubio, Ruiz, Berdugo, A.Pérez               |
| Bramki: 1:0 Pedraza 22, 2:0 M.Drago 47, 3:0 Castillo 85, 4:0 Pedraza 90                                                               |

### Paragwaj–Ekwador
| PARAGWAJ – EKWADOR 1:0 (0:0) |
| --- |
| 10 kwietnia 1949, Rio de Janeiro, Estádio São Januário (widzów 15 000)                                                                                  |
| Sędzia: Juan Carlos Armental |
| PARAGWAJ: García – Alberto González, Céspedes – Gavilán, Nardelli, Cantero (Romero) – Fernández, López Fretes, Arce (Rivas), Benítez, Vázquez (Barrios) |
| EKWADOR: F.Torres – Sánchez, Bermeo – Riveros, Vásquez, Marín – Spencer (Arteaga), E.Cantos, Chuchuca (Maldonado), Vargas, G.Andrade                    |
| Bramki: 1:0 Barrios 89 |

### Brazylia–Boliwia
| BRAZYLIA – BOLIWIA 10:1 (4:0) |
| --- |
| 10 kwietnia 1949, São Paulo, Estádio Pacaembú (widzów 40 000) |
| Sędzia: Cyril Jack Barrick |
| BRAZYLIA: Barbosa – Augusto, Mauro – Bauer, Rui, Noronha – Cláudio, Zizinho, Nininho, Jair, Simão                                                                               |
| BOLIWIA: E.Gutiérrez (Arraya) – Achá, Bustamante – Cabrera, Valencia, Ferrel – Algańaraz, Mena, Ugarte, B.Gutiérrez, Godoy (Maldonado)                                          |
| Bramki: 1:0 Nininho 16, 2:0 Jair 17, 3:0 Zizinho 25, 4:0 Nininho 39, 5:0 Cláudio 49, 6:0 Simão 71, 6:1 Ugarte 75, 7:1 Simão 79, 8:1 Zizinho 80, 9:1 Cláudio 84, 10:1 Nininho 86 |

### Brazylia–Chile
| BRAZYLIA – CHILE 2:1 (2:0)                                                                                            |
| --- |
| 13 kwietnia 1949, São Paulo, Estádio Pacaembú (widzów 45 000)                                                         |
| Sędzia: Juan Carlos Armental                                                                                          |
| BRAZYLIA: Barbosa – Augusto, Mauro – Bauer, Rui, Noronha – Cláudio, Zizinho, Nininho, Jair, Simão                     |
| CHILE: Livingstone – Urroz, Negri – Alvarez, Flores, Muńoz – Riera, Infante (Ramos), Rojas, P.López, Prieto (L.López) |
| Bramki: 1:0 Zizinho 20, 2:0 Cláudio 44k, 2:1 P.López 89k                                                              |
| Uwaga: W 40 minucie z boiska wyrzucony został chilijski piłkarz Flores                                                |

### Urugwaj–Ekwador
| URUGWAJ – EKWADOR 3:2 (2:2) |
| --- |
| 13 kwietnia 1949, São Paulo, Estádio São Januário (widzów 30 000)                                                                    |
| Sędzia: Alberto Da Gama Malcher |
| URUGWAJ: La Paz – González, Gadea – Villarreal, R.García, S.García – Castro, Moreno (Moll), Ayala (J.M.García), Bentancour, Martínez |
| EKWADOR: F.Torres – Sánchez, Bermeo – Salgado, Vásquez, Marín – Arteaga, E.Cantos, Maldonado, Vargas (Chuchuca), Pozo (G.Andrade)    |
| Bramki: 1:0 Castro 15, 2:0 Moreno 30, 2:1 Arteaga 35, 2:2 Vargas 40, 3:2 Castro 85                                                   |

### Paragwaj–Peru
| PARAGWAJ – PERU 3:1 (1:0) |
| --- |
| 13 kwietnia 1949, São Paulo, Estádio São Januário (widzów 30 000)                                                                                       |
| Sędzia: Cyril Jack Barrick |
| PARAGWAJ: García – Alberto González, Céspedes – Gavilán, Nardelli, Cantero (Cabrera) – Fernández (Barrios), López Fretes, Arce, Benítez, Avalos (Rivas) |
| PERU: Ormeńo – Fuentes, Arce (Da Silva) – Pacheco, Calderón, González (Colunga) – Castillo, R.Drago, Gómez Sánchez, Mosquera (Salinas), Pedraza         |
| Bramki: 1:0 Barrios 38 p, 2:0 Arce 56, 3:0 López Fretes 67, 3:1 R.Drago 89                                                                              |
| Uwaga: W drugiej połowie meczu paragwajski bramkarz García obronił rzut karny egzekwowany przez Salinasa                                                |

### Brazylia–Kolumbia
| BRAZYLIA – KOLUMBIA 5:0 (3:0) |
| --- |
| 17 kwietnia 1949, São Paulo, Estádio Pacaembú (widzów 45 000)                                                                                            |
| Sędzia: Alejandro Gálvez |
| BRAZYLIA: Barbosa (Oswaldo) – Augusto (Nilton Santos), Wilson – Bauer, Rui, Noronha (Bigode) – Tesourinha, Ademir, Nininho, Orlando, Canhotinho          |
| KOLUMBIA: Sánchez – Picalúa, Marriaga – Gastelbondo, Guerra, Gutiérrez – N.Pérez (González Rubio), Berdugo (A.Pérez), De León (Apolinario), Ruiz, García |
| Bramki: 1:0 Tesourinha 20, 2:0 Canhotinho 24k, 3:0 Orlando 44, 4:0 Ademir 47, 5:0 Ademir 87                                                              |
| Uwaga: W drugiej połowie po jednym rzucie karnym nie wykorzystali dwaj piłkarze Brazylii – Canhotinho i Orlando                                          |

### Chile–Ekwador
| CHILE – EKWADOR 1:0 (1:0) |
| --- |
| 17 kwietnia 1949, Rio de Janeiro, Estádio São Januário (widzów 8000)                                                                            |
| Sędzia: Cyril Jack Barrick |
| CHILE: Livingstone – Urroz, Negri – Machuca Berríos, Muńoz (Ramos), Busquets – Castro, Cremaschi (Salamanca), Rojas, Varela (Infante), P.López  |
| EKWADOR: F.Torres – Sánchez, B.Andrade (Lovato) – Salgado, J.Cantos (Vásquez), L.Torres (Riveros) – Arteaga, Chuchuca, Maldonado, Garnica, Pozo |
| Bramki: 1:0 Rojas 4 |
| Uwaga: W 55 minucie Livingstone obronił rzut karny, który egzekwował Arteaga                                                                    |

### Boliwia–Urugwaj
| BOLIWIA – URUGWAJ 3:2 (0:0) |
| --- |
| 17 kwietnia 1949, Rio de Janeiro, Estádio São Januário (widzów 8000)                                                             |
| Sędzia: Alberto Da Gama Malcher                                                                                                  |
| BOLIWIA: Arraya – Achá, Bustamante – Cabrera, Valencia, Montańo – Algańaraz, Mena (Rojas), Ugarte, B.Gutiérrez, Godoy            |
| URUGWAJ: La Paz – González, Gadea – Villarreal, R.García, S.García (Suárez) – Castro, Moreno (Moll), Ayala, Bentancour, Martínez |
| Bramki: 1:0 Ugarte 47k, 1:1 Moll 49, 2:1 Algańaraz 57, 3:1 B.Gutiérrez 66, 3:2 Bentancour 70                                     |

### Peru–Ekwador
| PERU – EKWADOR 4:0 (2:0) |
| --- |
| 20 kwietnia 1949, Rio de Janeiro, Estádio São Januário (widzów 7000)                                                                             |
| Sędzia: Juan Carlos Armental |
| PERU: Ormeño – Fuentes, Arce – Pacheco, González, Calderón (Heredia) – Castillo (R.Drago), M.Drago, Salinas, Gómez Sánchez, Mosquera, Pedraza    |
| EKWADOR: F.Torres (Carrillo) – Sánchez, Bermeo – Salgado, Vásquez, Riveros – E.Cantos (Garnica), Maldonado (Spencer), Arteaga, Vargas, G.Andrade |
| Bramki: 1:0 Salinas 26, 2:0 Bermeo 36s, 3:0 Castillo 50, 4:0 Pedraza 85                                                                          |
| Uwaga: Piłkarz Ekwadoru Vargas nie wykorzystał rzutu karnego Z boiska wyrzucony został obrońca reprezentacji Ekwadoru Bermeo                     |

### Chile–Kolumbia
| CHILE – KOLUMBIA 1:1 (1:0) |
| --- |
| 20 kwietnia 1949, Rio de Janeiro, Estádio São Januário (widzów 7000)                                                                                   |
| Sędzia: Mario Gardelli |
| CHILE: Livingstone – Urroz, Negri – Machuca Berríos, Muńoz, Busquets – Riera, Salamanca, Infante (Rojas), L.López, P.López                             |
| KOLUMBIA: Sánchez – Mejía, Marriaga (Picalúa) – Gastelbondo, Guerra, Gutiérrez – Ruiz (Apolinario), N.Pérez (González Rubio), Berdugo, García, De León |
| Bramki: 1:0 López 8, 1:1 Berdugo 56 |

### Urugwaj–Paragwaj
| URUGWAJ – PARAGWAJ 2:1 (1:0) |
| --- |
| 20 kwietnia 1949, São Paulo, Estádio Pacaembú (widzów 20 000)                                                                         |
| Sędzia: Cyril Jack Barrick |
| URUGWAJ: Arizábalo – González, Gadea – Villarreal, R.García, S.García – Castro, Moreno, J.M.García, Bentancour, Suárez                |
| PARAGWAJ: Maciel – Alberto González, Céspedes – Negri, Nardelli, Cantero (Calonga) – Barrios, Vázquez, Arce, Benítez (Romero), Avalos |
| Bramki: 1:0 J.M.García 22, 1:1 Arce 65k, 2:1 J.M.García 69                                                                            |

### Brazylia–Peru
| BRAZYLIA – PERU 7:1 (4:1) |
| --- |
| 24 kwietnia 1949, Rio de Janeiro, Estádio São Januário (widzów 45 000) |
| Sędzia: Cyril Jack Barrick |
| BRAZYLIA: Barbosa – Augusto, Wilson – Ely, Danilo Alvim, Noronha – Tesourinha, Zizinho, Octavio (Ademir), Jair (Orlando), Simão                                                     |
| PERU: Ormeño – Fuentes, Arce (Da Silva) – Colunga, González, Calderón – Castillo, Mendoza (M.Drago), Gómez Sánchez, Salinas (Mosquera), Pedraza                                     |
| Bramki: 1:0 Arce 11s, 2:0 Augusto 15, 3:0 Jair 17, 4:0 Jair 20, 4:1 Salinas 44, 5:1 Simão 54, 6:1 Ademir 82, 7:1 Orlando 88                                                         |
| Uwaga: W 40 minucie z boiska wyrzuceni zostali brazylijski piłkarz Zizinho i peruwiański piłkarz Calderón. W drugiej połowie wyrzucony został drugi piłkarz peruwiański – González. |

### Boliwia–Ekwador
| BOLIWIA – EKWADOR 2:0 (2:0) |
| --- |
| 25 kwietnia 1949, São Paulo, Estádio Pacaembú (widzów 14 000)                                                                         |
| Sędzia: Mario Gardelli |
| BOLIWIA: Arraya – Achá, Bustamante – Cabrera, Valencia, Montańo (Ferrel) – Algañaraz, Ugarte, Mena, B.Gutiérrez, Godoy (Tapia)        |
| EKWADOR: F.Torres – Sánchez, B.Andrade – Vásquez, Riveros, Marín – Spencer, E.Cantos (Chuchuca), Jiménez, Maldonado (G.Andrade), Pozo |
| Bramki: 1:0 Sánchez 6s, 2:0 Ugarte 14k                                                                                                |

### Urugwaj–Kolumbia
| URUGWAJ – KOLUMBIA 2:2 (0:1) |
| --- |
| 25 kwietnia 1949, São Paulo, Estádio Pacaembú (widzów 14 000)                                                                                    |
| Sędzia: Alberto Da Gama Malcher |
| URUGWAJ: Arizábalo – González, Gadea – Villarreal, R.García, S.García – J.M.García, Moreno (Moll), Castro (Ayala), Bentancour, Suárez (Martínez) |
| KOLUMBIA: Ojeda – Picalúa, Marriaga (Mejía) – Gastelbondo, Guerra, Gutiérrez – García (A.Pérez), De León (Ruiz), N.Pérez, Berdugo, Ucrós         |
| Bramki: 0:1 Gastelbondo 27, 1:1 Martínez 57, 1:2 A.Pérez 81, 2:2 Ayala 86                                                                        |

### Peru–Boliwia
| PERU – BOLIWIA 3:0 (1:0) |
| --- |
| 27 kwietnia 1949, Santos, Estádio Villa Belmiro (widzów 12 000)                                                                                      |
| Sędzia: Alberto Da Gama Malcher |
| PERU: Ormeño – Fuentes, Da Silva – Colunga, Heredia, Lavalle (González) – Castillo, R.Drago (Mendoza), Gómez Sánchez, Mosquera (Valdivieso), Pedraza |
| BOLIWIA: E.Gutiérrez – Achá (Delgadillo), Bustamante – Cabrera, Valencia, Ferrel – Algañaraz, Ugarte, Mena (Rojas), B.Gutiérrez (Tapia), Godoy       |
| Bramki: 1:0 R.Drago 31, 2:0 R.Drago 74, 3:0 Heredia 77k                                                                                              |

### Paragwaj–Chile
| PARAGWAJ – CHILE 4:2 |
| --- |
| 27 kwietnia 1949, São Paulo, Estádio Pacaembú (widzów 1000)                                                                                      |
| Sędzia: Mario Gardelli |
| PARAGWAJ: García – Alberto González, Céspedes – Negri (Cantero), Armando González, Nardelli – Rivas, López Fretes, Arce, Benítez, Avalos         |
| CHILE: Livingstone – Negri (Hormazábal), Urroz (Ramos) – Machuca Berríos, Muńoz, Busquets – Riera, Cremaschi, Infante, Varela (L.López), P.López |
| Bramki: Arce (3), Benítez – Cremaschi 8, Ramos 72                                                                                                |

### Paragwaj–Boliwia
| PARAGWAJ – BOLIWIA 7:0 (3:0) |
| --- |
| 30 kwietnia 1949, Rio de Janeiro, Estádio São Januário (widzów 45 000)                                                                                    |
| Sędzia: Cyril Jack Barrick |
| PARAGWAJ: García – Alberto González, Céspedes – Gavilán, Nardelli, Cantero (Santomé) – Fernández, López Fretes (Noceda), Arce, Benítez, Vázquez (Barrios) |
| BOLIWIA: Arraya (E.Gutiérrez) – Achá, Bustamante – Montańo (Arias), Valencia, Ferrel – Algañaraz, Ugarte, Mena (B.Gutiérrez), Tapia, Maldonado            |
| Bramki: Benítez (4), Arce (2), Fernández |

### Brazylia–Urugwaj
| BRAZYLIA – URUGWAJ 5:1 (3:1) |
| --- |
| 30 kwietnia 1949, Rio de Janeiro, Estádio São Januário (widzów 45 000)                                                                        |
| Sędzia: Alberto Da Gama Malcher |
| BRAZYLIA: Barbosa – Augusto, Wilson – Ely, Danilo Alvim, Noronha – Tesourinha, Zizinho, Octavio (Nininho (Ademir)), Jair (Orlando), Simão     |
| URUGWAJ: La Paz – González, Gadea – Villarreal, R.García, S.García – J.M.García, Moreno, Castro, Bentancour (Moll), Suárez (Martínez (Ayala)) |
| Bramki: 0:1 Castro 12, 1:1 Jair 15, 2:1 Zizinho 24, 3:1 Jair 40k, 4:1 Danilo Alvim 79, 5:1 Tesourinha 89k                                     |

### Peru–Chile
| PERU – CHILE 3:0 (1:0) |
| --- |
| 30 kwietnia 1949, São Paulo, Estádio Pacaembú (widzów 1000)                                                                         |
| Sędzia: Mario Gardelli |
| PERU: Ormeño – Fuentes, Da Silva – Colunga, González (Lavalle), Heredia – Castillo, Mosquera, Gómez Sánchez, R.Drago, Pedraza       |
| CHILE: Livingstone – Flores, Negri (Hormazábal) – Machuca Berríos, Muñoz, Ramos – Rojas, Cremaschi, Riera (Castro), Prieto, P.López |
| Bramki: 1:0 Mosquera 28, 2:0 Castillo 58, 3:0 Mosquera 73                                                                           |

### Ekwador–Kolumbia
| EKWADOR – KOLUMBIA 4:1 (2:1) |
| --- |
| 3 maja 1949, Rio de Janeiro, Estádio São Januário (widzów 3000)                                                                                   |
| Sędzia: Alfredo Alvarez |
| EKWADOR: F.Torres – Sánchez, Bermeo – Riveros, J.Cantos, Salgado – Spencer (Arteaga), E.Cantos (Garnica), Maldonado, Vargas, G.Andrade            |
| KOLUMBIA: Ojeda – Picalúa, Marriaga (Mejía) – Gastelbondo, Guerra, Gutiérrez – García (Berdugo), González Rubio, N.Pérez, De León (A.Pérez), Ruiz |
| Bramki: 1:0 E.Cantos 23, 1:1 N.Pérez 27, 2:1 Vargas 44, 3:1 G.Andrade 49, 4:1 Maldonado 74                                                        |

### Peru–Urugwaj
| PERU – URUGWAJ 4:3 (2:0) |
| --- |
| 4 maja 1949, Rio de Janeiro, Estádio Botafogo (widzów 30 000)                                                                        |
| Sędzia: Alfredo Alvarez |
| PERU: Ormeño – Fuentes (Arce), Da Silva – Colunga, González, Heredia – Castillo, Mosquera, R.Drago, Gómez Sánchez, Pedraza (Morales) |
| URUGWAJ: La Paz – González, Gadea – Villarreal, R.García, S.García – Moreno (Moll), Castro, Ayala, Bentancour, Martínez (J.M.García) |
| Bramki: 1:0 Mosquera 19, 2:0 Castillo 43, 3:0 Gómez Sánchez 57, 3:1 Moll 58, 4:1 Gómez Sánchez 60, 4:2 Castro 60, 4:3 Ayala 85       |

### Boliwia–Kolumbia
| BOLIWIA – KOLUMBIA 4:0 (1:0) |
| --- |
| 6 maja 1949, Rio de Janeiro, Estádio Botafogo (widzów 12 000)                                                                                      |
| Sędzia: Cyril Jack Barrick |
| BOLIWIA: E.Gutiérrez – Achá (Delgadillo), Bustamante – Cabrera, Valencia, Ferrel – Algańaraz, Ugarte, Mena (Rojas), B.Gutiérrez, Godoy (Maldonado) |
| KOLUMBIA: Ojeda – Picalúa (Marriaga), Mejía – Gastelbondo, Guerra, Gutiérrez – De León (García), González Rubio, A.Pérez, Berdugo, Carrillo        |
| Bramki: 1:0 Godoy 10, 2:0 B.Gutiérrez 55, 3:0 Rojas 77, 4:0 Ugarte 81                                                                              |

### Chile–Urugwaj
| CHILE – URUGWAJ 3:1 (0:1) |
| --- |
| 8 maja 1949, Belo Horizonte, Estádio América (widzów 5000)                                                                           |
| Sędzia: Mario Gardelli |
| CHILE: Livingstone – Negri, Flores – Machuca Berríos, Muńoz, Busquets – Castro, Cremaschi, Prieto (Infante), Rojas, P.López (Varela) |
| URUGWAJ: La Paz – González, Gadea – Villarreal, R.García, S.García – Ayala, Martínez (J.M.García), Moll (Moreno), Castro, Bentancour |
| Bramki: 0:1 Ayala 35, 1:1 Infante 75, 2:1 Infante 83k, 3:1 Cremaschi 88                                                              |

### Paragwaj–Brazylia
| PARAGWAJ – BRAZYLIA 2:1 (0:1) |
| --- |
| 8 maja 1949, Rio de Janeiro, Estádio São Januário (widzów 35 000)                                                                               |
| Sędzia: Cyril Jack Barrick |
| PARAGWAJ: García – Alberto González, Céspedes – Gavilán, Nardelli, Cantero – Fernández (Barrios), López Fretes, Arce, Benítez, Vázquez (Avalos) |
| BRAZYLIA: Barbosa – Augusto, Wilson (Mauro) – Ely, Danilo Alvim, Bigode – Tesourinha, Zizinho, Octavio, Jair, Simão                             |
| Bramki: 0:1 Tesourinha 33, 1:1 Avalos 75, 2:1 Benítez 85                                                                                        |

### Baraż Brazylia – Paragwaj
| BRA – PAR 7:0 (3:0) |
| --- |
| 11 maja 1949, Rio de Janeiro, Estádio São Januário (widzów 55 000)                                                                              |
| Sędzia: Cyril Jack Barrick |
| BRAZYLIA: Barbosa – Augusto, Mauro – Ely, Danilo Alvim, Noronha – Tesourinha, Zizinho, Ademir, Jair, Simão                                      |
| PARAGWAJ: García – Alberto González, Céspedes – Gavilán, Nardelli, Cantero – Fernández (Barrios), López Fretes (Romero), Arce, Benítez, Vázquez |
| Bramki: 1:0 Ademir 17, 2:0 Ademir 27, 3:0 Tesourinha 43, 4:0 Ademir 48, 5:0 Tesourinha 70, 6:0 Jair 72, 7:0 Jair 89                             |

## Podsumowanie

### Wyniki
| 3 kwietnia Rio de Janeiro |  | Brazylia | 9 | - | 1 (7 – 1) | Ekwador |

| 6 kwietnia São Paulo |  | Boliwia | 3 | - | 2 (0 – 1) | Chile |

| 6 kwietnia São Paulo |  | Paragwaj | 3 | - | 0 | Kolumbia |

| 10 kwietnia Rio de Janeiro |  | Peru | 4 | - | 0 (1 – 0) | Kolumbia |

| 10 kwietnia Rio de Janeiro |  | Paragwaj | 1 | - | 0 (1 – 0) | Ekwador |

| 10 kwietnia São Paulo |  | Brazylia | 10 | - | 1 (4 – 0) | Boliwia |

| 13 kwietnia São Paulo |  | Brazylia | 2 | - | 1 (2 – 0) | Chile |

| 13 kwietnia Rio de Janeiro |  | Urugwaj | 3 | - | 2 (2 – 0) | Ekwador |

| 13 kwietnia Rio de Janeiro |  | Paragwaj | 3 | - | 1 (1 – 0) | Peru |

| 17 kwietnia São Paulo |  | Brazylia | 5 | - | 0 (3 – 0) | Kolumbia |

| 17 kwietnia Rio de Janeiro |  | Chile | 1 | - | 0 (1 – 0) | Ekwador |

| 17 kwietnia Rio de Janeiro |  | Boliwia | 3 | - | 2 (0 – 0) | Urugwaj |

| 20 kwietnia Rio de Janeiro |  | Peru | 4 | - | 0 (2 – 0) | Ekwador |

| 20 kwietnia Rio de Janeiro |  | Chile | 1 | - | 1 (1 – 0) | Kolumbia |

| 20 kwietnia São Paulo |  | Urugwaj | 2 | - | 1 (1 – 0) | Paragwaj |

| 24 kwietnia Rio de Janeiro |  | Brazylia | 7 | - | 1 (4 – 1) | Peru |

| 25 kwietnia São Paulo |  | Boliwia | 2 | - | 0 (2 – 0) | Ekwador |

| 25 kwietnia São Paulo |  | Urugwaj | 2 | - | 2 (0 – 1) | Kolumbia |

| 27 kwietnia Santos |  | Peru | 3 | - | 0 (1 – 0) | Boliwia |

| 27 kwietnia São Paulo |  | Paragwaj | 4 | - | 2 | Chile |

| 30 kwietnia Rio de Janeiro |  | Brazylia | 5 | - | 1 (3 – 1) | Urugwaj |

| 30 kwietnia São Paulo |  | Peru | 3 | - | 0 (1 – 0) | Chile |

| 30 kwietnia Rio de Janeiro |  | Paragwaj | 7 | - | 0 (3 – 0) | Boliwia |

| 3 maja Rio de Janeiro |  | Ekwador | 4 | - | 1 (2 – 1) | Kolumbia |

| 4 maja Rio de Janeiro |  | Peru | 4 | - | 3 (2 – 0) | Urugwaj |

| 6 maja Rio de Janeiro |  | Boliwia | 4 | - | 0 (1 – 0) | Kolumbia |

| 8 maja Belo Horizonte |  | Chile | 3 | - | 1 (0 – 1) | Urugwaj |

| 8 maja Rio de Janeiro |  | Brazylia | 1 | - | 2 (1 – 0) | Paragwaj |

### Końcowa tabela
| M | Reprezentacja | L.m. | Zw. | Rem. | Por. | Bramki | R.br. | Pkt |
| 1 | Brazylia      | 7    | 6   | 0    | 1    | 39:7   | +32   | 12  |
| 1 | Paragwaj      | 7    | 6   | 0    | 1    | 21:6   | +15   | 12  |
| 3 | Peru          | 7    | 5   | 0    | 2    | 20:13  | +7    | 10  |
| 4 | Boliwia       | 7    | 4   | 0    | 3    | 13:24  | -11   | 8   |
| 5 | Chile         | 7    | 2   | 1    | 4    | 10:14  | -4    | 5   |
| 6 | Urugwaj       | 7    | 2   | 1    | 4    | 14:20  | -6    | 5   |
| 7 | Ekwador       | 7    | 1   | 0    | 6    | 7:21   | -14   | 2   |
| 8 | Kolumbia      | 7    | 0   | 2    | 5    | 4:23   | -19   | 2   |

### Mecz dodatkowy (Finał)
| 11 maja Rio de Janeiro |  | Brazylia | 7 | - | 0 (3 – 0) | Paragwaj |

widzów: 55.000
sędzia: Cyril Jack Barrick (Anglia)
Dwudziestym pierwszym triumfatorem turnieju Copa América został po raz trzeci zespół Brazylii.

### Strzelcy bramek
| Gole   | Piłkarze |
| ------ | --- |
| 9      | Jair |
| 7      | Ademir, Tesourinha Arce, Benítez |
| 5      | Ugarte Simão, Zizinho |
| 4      | Castillo Castro |
| 3      | B.Gutiérrez Cláudio, Nininho López Fretes Mosquera, Pedraza, R.Drago Ayala |
| 2      | Godoy Orlando Infante, P.López Vargas Barrios Gómez Sánchez, Salinas J.M.García, Moll |
| 1      | Algañaraz, Rojas Augusto, Canhotinho, Danilo Alvim, Octavio Castro, Cremaschi, Ramos, Riera, Rojas, Salamanca Arteaga, Chuchuca, E.Cantos, G.Andrade, Maldonado A.Pérez, Berdugo, Gastelbondo, N.Pérez Avalos, Fernández Heredia, M.Drago Bentancour, Martínez, Moreno |
| samob. | Bermeo (dla Peru), Sánchez (dla Boliwii) Arce (dla Brazylii) |

### Sędziowie
| Mecze | Sędziowie                              |
| ----- | -------------------------------------- |
| 11    | Cyril Jack Barrick                     |
| 5     | Alberto da Gama Malcher Mario Gardelli |
| 4     | Juan Carlos Armental                   |
| 2     | Alfredo Alvarez                        |
| 1     | Alejandro Gálvez Mario Rubén Heyn      |